# Die Badewanne
Das interdisziplinäre Kabarett Die Badewanne war der im Sommer 1949 erfolgte Zusammenschluss einer Gruppe verschiedener Künstler. Veranstaltungsort für das experimentelle Programm mit surrealistischer Prägung war die Femina-Bar in der Nürnberger Str. 50–56 in Berlin. Das Künstlerkollektiv Die Badewanne bestand nur ein halbes Jahr. 1950 spaltete sich die alte Besetzung: Es entstanden die beiden Nachfolgekabaretts Die Quallenpeitsche und Das Atelier.

## Geschichte
Das Künstlerkabarett Die Badewanne wurde am 25. Juni 1949 mit einer Voreröffnung eingeweiht. Die Künstler brachten Improvisationen auf die Bühne und forderten das Publikum zum Mitmachen auf. Das erste offizielle Programm der Badewanne erfolgte am 2. Juli 1949. Von nun an fanden samstags fortlaufend Aufführungen statt.
Ab dem 28. Juli 1949 veranstaltete Die Badewanne zusätzlich jeden Donnerstag literarisch-musikalische Abende: Der Initiator für die literarische Ausrichtung war Johannes Hübner, den musikalischen Part leitete Theo Goldberg. Die letzte Aufführung der Badewanne fand am 7. Dezember 1949 statt.
Vom 4. Februar 1950 bis 5. August 1950 setzte das Folgeprojekt Die Quallenpeitsche in den Räumen der Femina-Bar sein Kabarettprogramm fort. Auch die literarisch-musikalischen Abende bestanden weiter.
Ab dem 15. Juli 1950 bis Oktober 1950 etablierte sich das Nachfolgekabarett Das Atelier um Katja Meirowsky zuerst im Opernkeller, später in der Galerie Bremer.

## Inhalt
Das Gemeinschaftsprojekt Die Badewanne beinhaltete sowohl spontanes Improvisieren auf der Bühne als auch künstlerische Auseinandersetzung mit Konzepte der internationalen Avantgarden. Es avancierte zu einem kreativen Forum für das offene Zusammenspiel der Disziplinen Malerei, Literatur, Tanz und Musik. Für ihre unkonventionelle Zielsetzung nutzten die Künstler der Badewanne provokatives Gedankengut, das sich aus den Polen 'Tradition' und 'Aufbruch' speiste. Erfahrungen der zeitgenössischen Wirklichkeit flossen ebenso ein wie das Rückbesinnen auf künstlerische Strömungen von vor 1933 und hierbei vor allem auf den Surrealismus.
Die Badewanne knüpfte an die im Nationalsozialismus denunzierte Literatur und Kunst der Moderne an und interpretierte diese neu. In einem Klima der Offenheit nutzten die Künstler den wiedergewonnenen Freiraum, sie arbeiteten gleichberechtigt miteinander. Dadurch entstanden persönliche Zustandsbeschreibungen von poetischer Kraft. Die Kunst der verschiedenen Disziplinen wurde als aktuelles, ausdrucksstarkes und lebendiges Projekt erfahrbar gemacht.

## Programm
Das Programm der Badewanne zeigt eine Vielfalt an Themen und künstlerischen Formen.
Ein Kabarettabend setzte sich aus acht bis zehn in sich geschlossenen Programmnummern zusammen. Selbst für die Pausen waren besondere Auftritte vorgesehen.
Zu den Spezialitäten der Badewanne gehörten die so genannten „poème illustré“: die Zusammenführung eines Gedichtes (zumeist surrealistischer Herkunft) mit einem Avantgardegemälde, das als Bühnenprospekt fungiert. Text und Bild werden hierbei in eine szenische Handlung transferiert. Als Bildvorlagen dienen sowohl Gemälde von bekannten Künstlern wie Giorgio de Chirico oder Salvador Dalí als auch eigene Gemälde.
Kunst sollte als lebendiges, offenes Projekt gezeigt werden. In diesem Zusammenhang entstanden die „getanzten Bilder“, in denen die Tänzerinnen des Kollektivs bekannte Gemälde der Klassischen Moderne in Bewegung überführten und so dem Zuschauer dreidimensional erfahrbar machten.
Eigene Texte, vorrangig die des Hauspoeten Hübners, wurden zumeist als Intonationstexte mit pastoralem Gestus vorgetragen. Häufig wurden die eigenen Texte auch mit bekannter Literatur verschnitten und waren auf diese Weise als Parodie zu verstehen.
Einer der Hauptpfeiler des Kabaretts war außerdem die Inszenierung von absurden Szenerien, hierbei spielte schwarzer Humor eine wichtige Rolle.
Von musikalischer Seite stellten insbesondere Theo Goldbergs Kurzopern eine witzige Neuerung da: ein Musiktheater mit geringen Mitteln, in dem bekannte Mythen und Opern auf ein Minimum reduziert wurden.

## Beteiligte Künstler
Die maßgeblichen Begründer der Badewanne sind der Maler Alexander Camaro, die Malerin Katja Meirowsky, ihr Ehemann Karl Meirowsky, ein promovierter Geisteswissenschaftler, sowie der Literat Johannes Hübner.
Zu den regelmäßig am Kabarett wirkenden Künstlern zählen die Maler Wolfgang Frankenstein, Hans Laabs und Paul Rosié sowie der Bildhauer Waldemar Grzimek und seine damalige Frau Christa Grzimek (später Cremer), die Tänzerinnen Iris Barbura und Liselore Bergmann, der Musiker Theo Goldberg sowie der Autor und Übersetzer Joachim Klünner. Darsteller sind außerdem die Partnerinnen der beteiligten Künstler wie Margot Schmidt, Ute Hübner, Ursula Goldberg  sowie der jüngere Bruder von Katja Meirowsky, Rolek Casella.
Befreundete Künstler mit zeitweiliger Beteiligung am Badewanne-Programm sind Werner Heldt, Mac Zimmermann, Jeanne Mammen, Lothar Klünner, Unica Zürn und Heinz Trökes.
Nach Auflösung des Kabaretts Die Badewanne wirken am Nachfolgeprojekt Die Quallenpeitsche Künstler wie z. B. Jeanne Mammen, Hans Thiemann, Johannes Hübner, Ute Hübner, Lothar Klünner, Joachim Klünner und Theo Goldberg.
Am anderen Nachfolgekabarett Das Atelier beteiligen sich z. B. Katja und Karl Meirowsky, Hans Laabs und Rolek Casella.

## Ausstellungen
- 1975: Als der Krieg zu Ende war, Kunst in Deutschland 1945–1950, Akademie der Künste, Berlin (diverse Exponate zum Künstlerkabarett Die Badewanne)
- 1989: Künstler aus dem Kreis des Malerkabaretts Die Badewanne, Galerie Lippeck, Berlin-Hermsdorf
- 2014: BERLIN SURREAL … Camaro und das Künstlerkabarett Die Badewanne, Camaro Haus, Berlin